# Texas A&M University
Texas A&M University, A&M, TAMU, är ett delstatligt forskningsuniversitet i College Station i den amerikanska delstaten Texas och flaggskeppet i Texas A&M University System som består av elva universitet.
Texas Agricultural & Mechanical College öppnade sina dörrar den 4 oktober 1876. Universitetets namn ändrades den 23 augusti 1963 till Texas A&M University. På campusområdet i College Station finns sedan 1993 George H.W. Bushs presidentbibliotek George Bush Presidential Library and Museum.
Lärosätet rankades på 159:e plats i världen i Times Higher Educations ranking av världens främsta lärosäten 2018.